# Прокофьев, Алексей Петрович
Алексей Петрович Прокофьев (1790 — после 1858) — русский кораблестроитель XIX века, построил около 20 судов различного ранга и класса для Российского императорского флота, начальник корабельных инженеров Херсонского, Севастопольского и Николаевского адмиралтейств, председатель Учёного кораблестроительного комитета Черноморского флота, генерал-майор Корпуса корабельных инженеров.

## Биография
Прокофьев Алексей Петрович родился в 1790 году в Екатеринославской губернии.
1 мая 1804 года поступил на службу корабельным учеником 2-го класса. Состоял в кораблестроительной команде Херсонского адмиралтейства при черчении чертежей. В 1808 году был переведён в корабельные ученики 1-го класса.
13 марта 1811 года произведён в обученные тиммерманы унтер-офицерского чина.
В 1810—1811 годах под руководством корабельного мастера М. И. Суровцова участвовал в работах по освидетельствованию судов Черноморского флота в Севастополе. С 1812 года в Херсонском адмиралтействе состоял при черчении чертежей, работал в чертёжной мастерской севастопольского и николаевского адмиралтейств, участвовал в строительстве кораблей и проводки их через мелководье Днепра. В 1815 году принимал участие в строительстве военного транспорта «Сухум-кале».
В 1820 году был произведён в тиммерманы — в унтер-офицерский чин 14-го класса Табели о рангах . В 1818—1821 годах участвовал в строительстве транспорта «№ 3», а затем под руководством корабельного мастера А. И. Мелихова принимал участие в строительстве 110-пушечного корабля «Император Франц», в достройке 74-пушечного корабля «Норд-Адлер» и строительстве фрегата «Поспешный». Также принимал участие в строительстве трёх канонерских лодок, трёх транспортов, двух плашкоутов, наблюдал за строительством камелий, участвовал в проводке через мелководье кораблей.
В 1826—1830 годах Прокофьев в Спасском адмиралтействе города Николаева под руководством А. А. Каверзнева участвовал в строительстве 84-пушечного линейного корабля «Чесма» и пяти канонерских лодок, под руководством строителя И. Я. Осминина принимал участие в постройке парохода «Громоносец». 24-пушечного корвета «Сизополь». В 1828 году произведён в штабс-капитаны Корпуса корабельных инженеров.
С 1830 года служил старшим инженером в Севастопольском адмиралтействе. Первоначально занимался ремонтом кораблей Черноморского флота, а затем с 1831 года стал самостоятельно строить корабли. 3 мая 1831 года в Севастопольском адмиралтействе заложил 24-пушечный парусный корвет «Мессемврия». Корабль был назван в память о взятии 10 июля 1829 года турецкой крепости Месемврия русской армией при поддержке эскадры адмирала А. С. Грейга. Корабль был построен и спущен на воду 24 апреля 1832 года. 6 октября 1836 года в Николаевском адмиралтействе заложил транспорт «Днепр» и спустил его на воду 26 мая 1838 года, параллельно с февраля 1837 года в Севастопольском адмиралтействе строил 12-пушечный бриг «Аргонавт» (спущен на воду 3 сентября 1838 года).

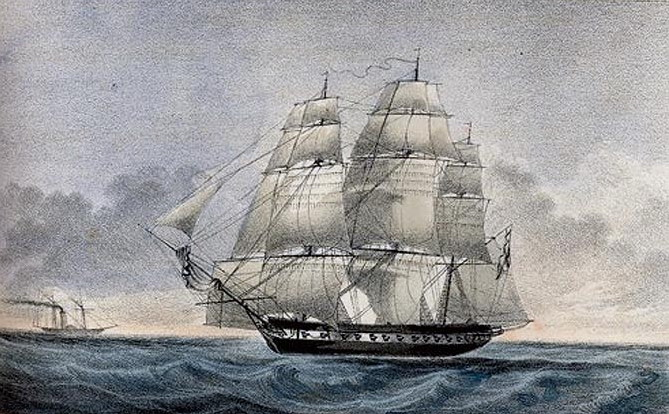
Фрегат «Сизополь».
Литография Подустова с рисунка В. А. Прохорова

22 октября 1838 года в Севастопольском адмиралтействе заложил 60-пушечный фрегат «Сизополь». Корабль был назван в память о взятии турецкой крепости Сизополь отрядом судов под командованием контр-адмирала М. Н. Кумани 16 февраля 1829 года. Корабль был построен и спущен на воду 4 марта 1841 года. Одновременно с фрегатом строил тендер «Нырок» (заложен 22 октября 1838 года, спущен на воду 3 июля 1839 года), 20-пушечный парусный корвет «Менелай» (с 1846 года «Оливуца», заложен 10 мая 1839 года, спущен на воду 9 ноября 1841 года), 16-пушечную шхуну «Смелая»(заложена 22 октября 1838, спущена 10 мая 1839), транспортную 8-пушечную шхуну «Ялта» (заложена 3 июля 1839, спущена 14 декабря 1840 года), а также шаланды для Керченского порта, понтоны для нового Севастопольского адмиралтейства и подвозные боты для флота.
В 1835 году Прокофьев был произведён в капитаны, в 1838 году в подполковники Корпуса корабельных инженеров.
3 марта 1841 года, в день спуска на воду фрегата «Сизополь», Прокофьев вместе с кораблестроителем А. С. Акимовым заложили 52-пушечный фрегат «Коварна». Корабль был назван в честь порта на румелийском побережье Чёрного моря, который был базой русского флота в период осады крепости Варна с 13 июля по 29 сентября 1828 года. Корабль был спущен на воду 11 сентября 1845 года.
В 1842 году Прокофьев был назначен на должность председателя Севастопольского Учёного кораблестроительного комитета, одновременно находился при исправлении и тимберовке «Горезани». В 1843 году предложил заменить на судах железную обшивку броткамеры деревянной реечной с вентиляционными каналами, что исключило быструю порчу провизии и гниение деревянной основы броткамеры.
В 1848 году был произведён в полковники, до 1852 года Прокофьев продолжал службу старшим инженером в Севастополе. Руководил ремонтом кораблей, наблюдал за строительством 20-пушечного корвета «Ариадна», 12-пушечного брига «Язон», 16-пушечного «Орфея», транспортов «Дунай» и «Буг».
8 марта 1852 года генерал-майор Прокофьев был переведён в Николаев на должность начальника корабельных инженеров Черноморского флота, Херсонского, Севастопольского и Николаевского адмиралтейств и председателя Учёного кораблестроительного комитета.
Умер Прокофьев Алексей Петрович после 1858 года (точная дата неизвестна).

## Награды
- орден Святого Станислава 3-й степени;
- орден Святой Анны 3-й степени;
- орден Святого Владимира 4-й степени[1].